# Hirohito
Hirohito ('裕仁', Hirohito; Tokio, 29. travnja 1901. – Tokio, 7. siječnja 1989.) bio je japanski car koji je imao najdulji mandat od svih careva u Japanu.
Vladao je od 1926. do svoje smrti 1989. i bio je vrhovni vođa u II. svjetskom ratu. Nakon smrti postao je poznatiji pod imenom Car Showa (Shōwa Tennō znači isijavajući mir).

## Rani život
Hirohito je bio sin cara Joshihita i carice Teimei. Službeno je postao carevićem prijestolonasljednikom 2. listopada 1916. Hirohito je pohađao dječačku (mušku) školu Gakushin (1908. – 1914.) koju su uglavnom pohađali aristokrati, zatim odlazi u posebni institut za princa nasljednika (Tōgū-gogakumonsho) i pohađa taj institut od 1914. do 1921. godine. Godine 1921. Hirohito je prošao šestomjesečnu europsku turneju, uključujući i Ujedinjeno Kraljevstvo, Francusku, Italiju, Nizozemsku i Belgiju, time je postao prvi princ koji je privremeno otputovao iz Japana. Nakon povratka u Japan preuzeo je dužnost regenta 29. studenog 1921. godine, nasljeđujući bolesnog oca kojem se pogoršalo mentalno stanje. Za vrijeme njegove dužnosti regenta pravo glasa na izborima dobili su svi muškarci stariji od 25 godina.

## Brak
Hirohito je oženio princezu Nagako Kuni, buduću caricu. Ona je bila najstarija kćer princa Kunija Kuniyoshija. Imali su dva sina i pet kćeri:
- Princeza Shigeko (9. prosinca 1925. – 23. srpnja 1961.)
- Princeza Sachiko (10. rujna 1927. – 8. ožujka 1928.)
- Princeza Kazuko (30. rujna 1929. – 28. svibnja 1989.)
- Princeza Acuko (7. ožujka 1931.)
- Prijestolonasljednik Akihito (23. prosinca 1933.)
- Princ Masahito (28. studenog 1935.)
- Princeza Takako (3. ožujka 1939.)

Kćeri su nakon punoljetnosti napustile carsku obitelj obzirom na američke reforme na japansku carsku obitelj po kojima se kad ženska pripadnica carske obitelji (princeza) napuni 18 godina odriče titule princeze i svih carskih funkcija te prava da se u slučaju nestašice nasljednika dinastija nastavlja njenom linijom.

## Car
Dana 25. prosinca 1926. Hirohito je naslijedio preminulog oca Yoshihita. Tad je završila era njegova oca zvana Taishō, a započela je era cara Hirohita zvana Shōwa. Prema japanskoj tradiciji dobio je ime Car Taishō, no rijetko ili nikako se tako obraćalo caru Hirohitu. Hirohitu su se obraćali s "Njegovo veličanstvo car" (天皇陛下, tennō heika), što je skraćeno na samo "Njegovo veličanstvo" (陛下, heika).

## Rana vladavina
Prva obilježja njegove vladavine bila su sukobljavanje s financijskom krizom i snažnim jačanjem vojske. Japanska kopnena vojska i Japanska ratna mornarica uvijek su imali pravo na veto od 1900. godine i između 1921. i 1944. godine. 
Hirohito je jednom prilikom za dlaku izbjegao smrt. Ručnu granatu na njega bacio je koreanski nacionalist u Tokiju 9. siječnja 1932. godine.
Druga važna napomena je atentat predsjednika Vlade Inukaia Tsuyoshia 1932. godine, što je naznačilo kraj civilne vladavine nad vojskom. Poslije ovoga uslijedio je pokušaj vojnog udara na Vladu u veljači 1936. godine. Incident je nazvan dvadesetšestoveljačni incident, vođen nižim časnicima, tj. svih onih koji su imali simpatije prema viskopozicioniranom časniku princu Chichibuu, bratu cara Hirohita. Incident je prerastao u pobunu, a pobuna je rezultirala smaknućem velikog dijela članova Vlade i vojnih časnika. 
Nakon što je car Hirohito obaviješten o pobuni, izdao je naređenje da se pobuna uguši. Vojnike koji su se pobunili nazvao je pobunjenicima (bōto). Točnije, naredio je ministru vojske Yoshiyukiu Kawashimau da uguši pobunu za jedan sat, i svakih pola informirao se o pobuni od Honjōa. Kad je čuo od Honjō da je napravljen tek mali napredak protiv pobune, Hirohito mu je rekao: "Ja, osobno ću voditi Konoe zbor (diviziju) i obuzdati ih." Pobunjenici su izgubli pobunu 29. veljače 1936. godine.

## Kinesko-japanski ratiDrugi svjetski rat
Prije početka Drugog svjetskog rata Japan je 1931. napao Mandžuriju u prvom kinesko-japanskom ratu, a zatim i ostatak Kine 1937. godine u drugom kinesko-japanskom ratu.
Neki izvori okrivaju da Car Šōva nije imao prigovora na plan o invaziji Kine 1937. godine 
, koji su mu predložili njegovi ministri i premijer Fumimaro Konoe. Najveća briga mu je bila mogućnost napada Sovjetskog Saveza sa sjevera, a najviše pitanja je svojim ministrima postavljao o vremenu koje će trebati da se savlada kineski otpor.
Prema Akiri Fujiwari, tijekom rata s Kinom Car je osobno ratificirao prijedlog da japanska vojska odbaci u ratovanju međunarodna pravila o postupanju s ratnim zarobljenicima. Radovi Yoshiaki Yoshimi i Seiya Matsuno ukazuju da je Car odobrio posebna naređenja (rinsanmei), o upotrebi kemijskog oružja protiv Kineza.
Za vrijeme drugog svjetskog rata Japan je sklopio savez s nacističkom Njemačkom i fašističkom Italijom nazvan Sile Osovine. U srpnju 1939. Car je nekoliko puta raspravljao s jednim od svoje braće Yasuhitoom (Princ Chichibu), koji ga je tri puta tjedno posjećivao i zalagao se za savez, često je u posjetu bio zajedno s ministrom vojske Seishiro Itagaki . Tek nakon uspjeha njemačke vojske u Europi Car je pristao na savez.
Kada je Japan 1941. ušao u rat napadom na Perl Harbor, Hirohito je u potpunosti podržavao rat.[nedostaje izvor]
Pred kraj rata, na početku 1945. godine unatoč sve lošijoj situaciji za Japan, Car nije pristao na završavanje rata pregovorima i predajom prema savjetu premijera Fumimaro Konoe, nego se još nadao velikoj pobjedi. Nakon predaje Njemačke u svibnju 1945. i odluke Sovjetskog Saveza o tome da neće produžiti sporazum o nenapadanju, japanski kabinet se sastao u lipnju 1945. kako bi potvrdio odluku o borbi do zadnjeg čovjeka. Ovu odluku je potvrdio Car na kratkom sastanku sa svojim savjetnicima.   
Dana 26. srpnja 1945. saveznici su donijeli Postdamsku Deklaraciju u kojoj se zahtijeva bezuvjetna predaja Japan, što su japanska vlada i Car prvotno odbili. Nakon napada atomskom bombom na Hiroshimu i Nagasaki i objave rata Sovjetskog Saveza, Car je odlučio završiti rat. O svojoj odluci obavijestio je svoju obitelj, a dana 15. kolovoza je preko radija emitirana snimka u kojoj Car objavljuje bezuvjetnu predaju svih japanskih vojnih snaga (Gyokuon-hōsō), te je to ujedno i prvi put da su Japanci čuli glas svoga Cara preko radija.

## Poslijeratna vladavina i smrt
Godine 1946. odrekao se »božanskoga podrijetla«. Nakon rata mnogi su optuživali Hirohita za ratne zločine. Amerikanci su nakon rata odlučili poštedjeti Hirohita i njegovu obitelj od optužbi za ratne zločine. No, nije mu se sudilo jer se pokazalo da su agresivnu vanjsku politiku vodili osamostaljeni vojni i politički vrhovi, čak i protiv careve volje. Amerikancima je to odgovaralo radi mira u okupiranom Japanu. Poslije rata uspostavljena je ustavna monarhija, a Hirohito je ostao carem bez stvarnog udjela u vlasti. Ranija apsolutistička vlast ukinuta mu je uvođenjem novog ustava 1947. godine. Optužba za ratne zločine oslobodio ga je Međunarodni sud 1948. godine. Uspio je funkciju cara prilagoditi novim prilikama. Prije nedostupnu carsku obitelj učinio je bliskom narodu čestim javnim pojavljivanjem.
Japan je sljedećih desetljeća doživio gospodarsku renesansu, postavši jednom od najbogatijih zemalja svijeta. Istodobno je Hirohito postao simbolom napretka i demokratizacije svoga naroda.
Prvi car koji je putovao izvan Japana od 1971. godine.
Stari su se običaji promijenili. Hirohito se često pojavljivao u javnosti, posjećivao sumo borbe, a njegov sin i nasljednik Akihito oženio je neplemkinju.
Hirohito je preminuo 7. siječnja 1989. u 6:33, a službena smrt objavljena je u 7:55, kad je javnost prvi put saznala da je car imao rak. Pokopan je uz mikroskop kojim je cijelog života proučavao život pod morem. Na ruci je imao sat s likom Mickeya Mousea, što su mu ga poklonili Amerikanci prigodom posjeta SAD-u 1975. godine.

## Vanjske poveznice
- Hirohito, Emperor @A Trivial Encyclopedia of Japan
- Kunaicho |Emperor Showa
- Hirohito biography and timeline